# Wílmer Cabrera
Wílmer Cabrera Linares (* 15. September 1967 in Cartagena) ist ein ehemaliger kolumbianischer Fußballspieler und -trainer. Der rechte Außenverteidiger spielte 48-mal für die Nationalmannschaft und gewann zwei kolumbianische Meisterschaften.

## Karriere

### Verein
Wílmer Cabrera verbrachte seine Kindheit in Fusagasugá, zog später mit seiner Familie nach Bogotá und betrieb dort neben Fußball auch Boxen, Baseball und Basketball. Sein Profidebüt im Fußball gab er 1985 bei Independiente Santa Fe und etablierte sich 1987 als Stammspieler. Mit dem Gewinn der Copa Colombia 1989 feierte er seinen ersten Titel. Anfang 1990 wechselte er zu América de Cali, mit dem er 1990 und 1992 die kolumbianische Meisterschaft gewann. 1996 erreichte er mit dem Team das Finale der Copa Libertadores. Bis 1997 blieb er in seiner Heimat, bevor er zu CA Independiente nach Argentinien wechselte, wo er jedoch nur ein halbes Jahr spielte. 1998 schloss er sich Millonarios FC an, bei dem er unter Trainer Francisco Maturana nur wenige Spiele bestritt und den Verein nach der Weltmeisterschaft 1998 verließ. Zur Saison 1999 kehrte Cabrera für sechs Monate zu Santa Fe zurück, bevor er zum Deportes Tolima wechselte. Dort blieb er nur kurz, da es zu Differenzen mit Klubbesitzer Gabriel Camargo kam.
2001 gründete er gemeinsam mit Eduardo Pimentel und anderen Investoren den Bogotá Chicó FC, für den er im ersten Halbjahr spielte. Anschließend wechselte er zu CS Herediano in Costa Rica, wo er drei Saisons verbrachte. 2004 erlitt er eine schwere Verletzung, die beinahe das Ende seiner Karriere bedeutete. Nach seiner Genesung unterschrieb er jedoch 2005 einen Vertrag bei den Long Island Rough Riders in den USA, wo er seine Laufbahn beendete.

### Nationalmannschaft
Cabrera nahm 1985 mit der U20-Nationalmannschaft an den Juegos Bolivarianos in Ecuador teil. 1987 wurde er für die U20 für die Südamerikameisterschaft im eigenen Land nominiert und wurde vor Brasilien und Argentinien Südamerikameister. Durch den Erfolg qualifizierte sich Cabrera mit der U20 für die im selben Jahr stattfindende U20-Weltmeisterschaft, bei der die jungen Cafeteros in der Gruppenphase ausschieden.
In der A-Nationalmannschaft debütierte Cabrera im Juli 1989 bei der Copa América 1989 im Gruppenspiel gegen Brasilien. Weitere Spiele bei Südamerikameisterschaften kamen 1991, 1995 und 1997 hinzu. 1995 spielte er alle sechs Turnierspiele Kolumbiens und erreichte mit seinem Team den dritten Platz.
Cabrera wurde für den Kader zur Fußball-Weltmeisterschaft 1990 in Italien nominiert, bestritt aber kein Turnierspiel. Die Cafeteros kam bis ins Achtelfinale, in dem es gegen die Überraschungsmannschaft aus Kamerun mit 1:2 nach Verlängerung ausschied. In der Qualifikation zur Weltmeisterschaft 1998 bestritt der Defensivakteur zwölf Spiele und erzielte ein Tor. Beim Turnier in Frankreich absolvierte Cabrera alle drei Gruppenspiele, schied jedoch mit Kolumbien mit einem Sieg und zwei Niederlagen aus. Die 0:2-Niederlage gegen England war sein letztes Länderspiel. Insgesamt bestritt Cabrera 48 Partien und erzielte drei Tore im Nationaltrikot.

### Trainer
Nach seinem Karriereende absolvierte Cabrera eine Trainerausbildung und begann bei Independiente Santa Fe im Jugendbereich. 2005 wurde er Assistenztrainer am Suffolk County Community College, ein Jahr später Trainer bei B.W. Gottschee. Ab 2007 betreute er die U18-Nationalmannschaft der USA und danach die U17-Nationalmannschaft der USA, mit der er sich für eine WM qualifizierte.
2014 übernahm er Chivas USA als letzter Trainer der Klubgeschichte, bevor er 2016 Rio Grande Valley Toros coachte. Ab 2017 trainierte er Houston Dynamo, gewann den US Open Cup 2018 und führte das Team bis 2019 in 107 Spielen zum Meistertitel. Sein letzter Erfolg war der Sieg im kanadischen Pokal 2019 gegen Toronto. Bei seiner nächsten Trainerstation bei Montreal Impact gewann er den Canadian Championship 2019. 2021 kehrte er zu Rio Grande Valley Toros zurück. Seit Mai 2024 trainiert er El Paso Locomotive.

## Erfolge

### Spieler
Santa Fe
- Kolumbianischer Pokalsieger: 1989

América de Cali
- Kolumbianischer Meister: 1990, 1992

Kolumbien U20
- U20-Südamerikameister: 1987

### Trainer
Houston Dynamo
- US Open Cup: 2018

Montreal Impact
- Meister der Canadian Championship: 2019

## Sonstiges
Seine beiden Söhne David Cabrera und Wilmer Cabrera Jr. sind ebenfalls professionelle Fußballspieler.